# Alejandro Giammattei

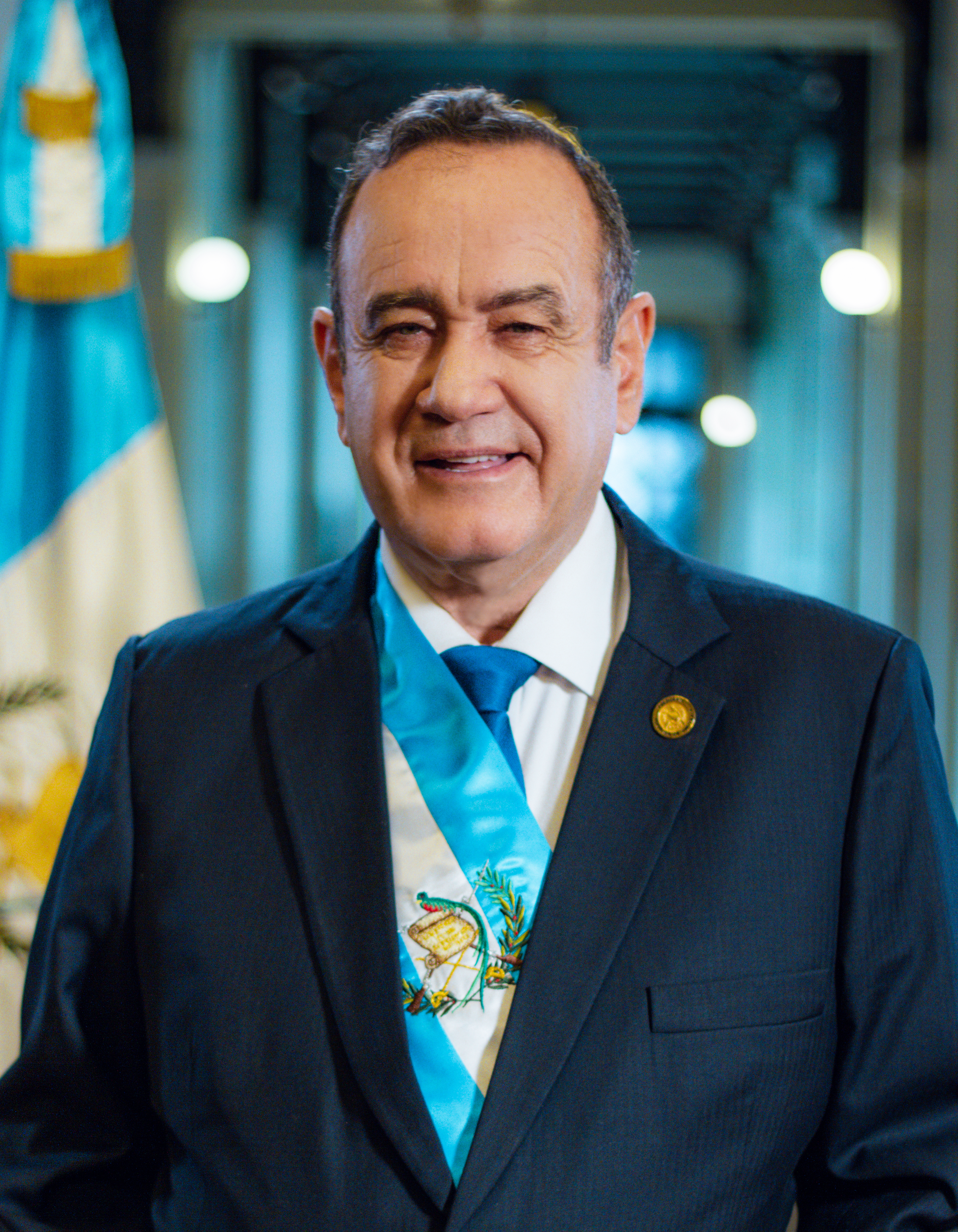
Alejandro Giammattei (2021)

Alejandro Eduardo Giammattei Falla (* 9. März 1956 in Guatemala-Stadt) ist ein guatemaltekischer Politiker und Mitglied der konservativen Partei Vamos. Nachdem er die zweite Runde der Präsidentschaftswahlen 2019 gewonnen hatte, wurde er Präsident von Guatemala und trat dieses Amt am 14. Januar 2020 an. Am 15. Januar 2024 wurde er von Bernardo Arévalo abgelöst.

## Karriere
Alejandro Giammattei ist ein gelernter Chirurg. Er nahm an den Präsidentschaftswahlen 1985, 1988 und 1990 als Generalkoordinator des Wahlprozesses teil. Danach arbeitete er bis 2000 als Berater für verschiedene Unternehmen und bewarb sich zweimal ohne Erfolg als Bürgermeister von Guatemala-Stadt. Von 2005 bis 2007 war er Chef der landesweiten Gefängnisverwaltung. Unter seiner Leitung kam es am 25. September 2006 zu der Tötung von 7 Gefängnisinsassen bei der Stürmung eines Gefängnisses durch Polizei und Militär. Laut einem späteren UN-Bericht entsprachen diese Tötungen illegalen Hinrichtungen. Giammattei saß deshalb für fast ein Jahr in Untersuchungshaft und wurde schließlich 2010 aus Mangel an Beweisen freigesprochen.
Vor 2019 trat Giammattei dreimal bei den Wahlen zum Präsidenten von Guatemala an. Der erste Versuch war im Präsidentschaftswahljahr 2007 mit der Partei Gran Alianza Nacional (GANA, heute Partido Crecer). Er erreichte 17 % der Stimmen und verpasste die Stichwahl damit knapp. Der zweite Versuch erfolgte im Jahr 2011 mit der Centro de Acción Social, der aber mit vielen Schwierigkeiten verbunden war, die dazu führten, dass die Partei aufgelöst wurde, weil der geforderte Mindestprozentsatz an Stimmen nicht erreicht wurde. Bei den Wahlen 2015 trat er für die Partei Fuerza an. Hier belegte er mit 6 % der Stimmen den vierten Platz in einem Feld von vierzehn Kandidaten.
Bei den Präsidentschaftswahlen 2019 wurde Giammattei Präsidentschaftskandidat der Partei Vamos. Er verlor die erste Wahlrunde am 16. Juni 2019 mit 13,95 % der Stimmen (zweiter Platz), gewann aber die Stichwahl gegen Sandra Torres am 11. August 2019 mit ca. 59,53 % der Stimmen. Er leitete das Kabinett Giammattei. 

## Politische Ansichten
Giammattei vertritt konservative Ansichten und Positionen. Im Wahlkampf 2019 versprach er die Wiedereinführung der Todesstrafe in Guatemala zur Bekämpfung der Bandenkriminalität. Er vertritt ablehnende Positionen gegenüber Abtreibung und der rechtlichen Gleichstellung homosexueller Personen.

## Persönliches
Alejandro Giammattei war vom 11. Februar 1989 bis 2019 mit Rosana Cáceres verheiratet und hat drei Kinder. Seine Tochter Marcela fungiert als First Lady. Er leidet seit Jahren an Multipler Sklerose und ist deshalb auf Unterarmgehstützen angewiesen.

## Kritik
Ihm werden Menschenrechtsverletzungen in seiner Zeit als Chef der landesweiten Gefängnisverwaltung vorgeworfen.

## Nach der Präsidentschaft
Seit Januar 2024 ist ihm die Einreise in die USA aufgrund massiver Verwicklung in Korruptionsfälle untersagt.